# Yeonseo-myeon
Yeonseo-myeon (koreanska: 연서면) är en socken i staden Sejong, Sydkorea. Den ligger 110 km söder om huvudstaden Seoul.
Före 2012 hette den Seo-myeon.